# Belinho e Mar
Belinho e Mar est une paroisse civile portugaise (en portugais : freguesia) de la municipalité d'Esposende dans le district de Braga. Elle est créée en 2013, par fusion des paroisses de Belinho et Mar.

## Géographie
Belinho e Mar est située sur la côte Atlantique.
Le parc naturel du Littoral Nord (en portugais : Parque Natural do Litoral Norte) se trouve en partie sur le territoire de la paroisse. Il s'étend sur 16 km, de l'estuaire du Neiva à Apúlia e Fão, et comprend les dunes les mieux préservées du Portugal ainsi que des récifs et des estuaires aux habitats à protéger.

## Histoire
La paroisse est créée par la loi no 11-A/2013 du 28 janvier 2013 portant réorganisation administrative du territoire des freguesias, en fusionnant les paroisses de Belinho et Mar. Son nom officiel est União das Freguesias de Belinho e Mar et son siège est fixé à Belinho.

## Démographie
Lors du recensement de 2021, Belinho e Mar compte 2 896 habitants.

## Patrimoine
- Statue-menhir de São Bartolomeu do Mar